# سیارک ۷۹۰۵
سیارک ۷۹۰۵ (به انگلیسی: 7905 Juzoitami، نامگذاری:1997OX) هفت هزار و نهصد و پنجمین سیارک کشف شده‌است که در ۲۴ ژوئیه ۱۹۹۷ کشف شد.
قدر مطلق سیارک برابر ۱۲٫۱۰ است.